# Ulf Trotzig

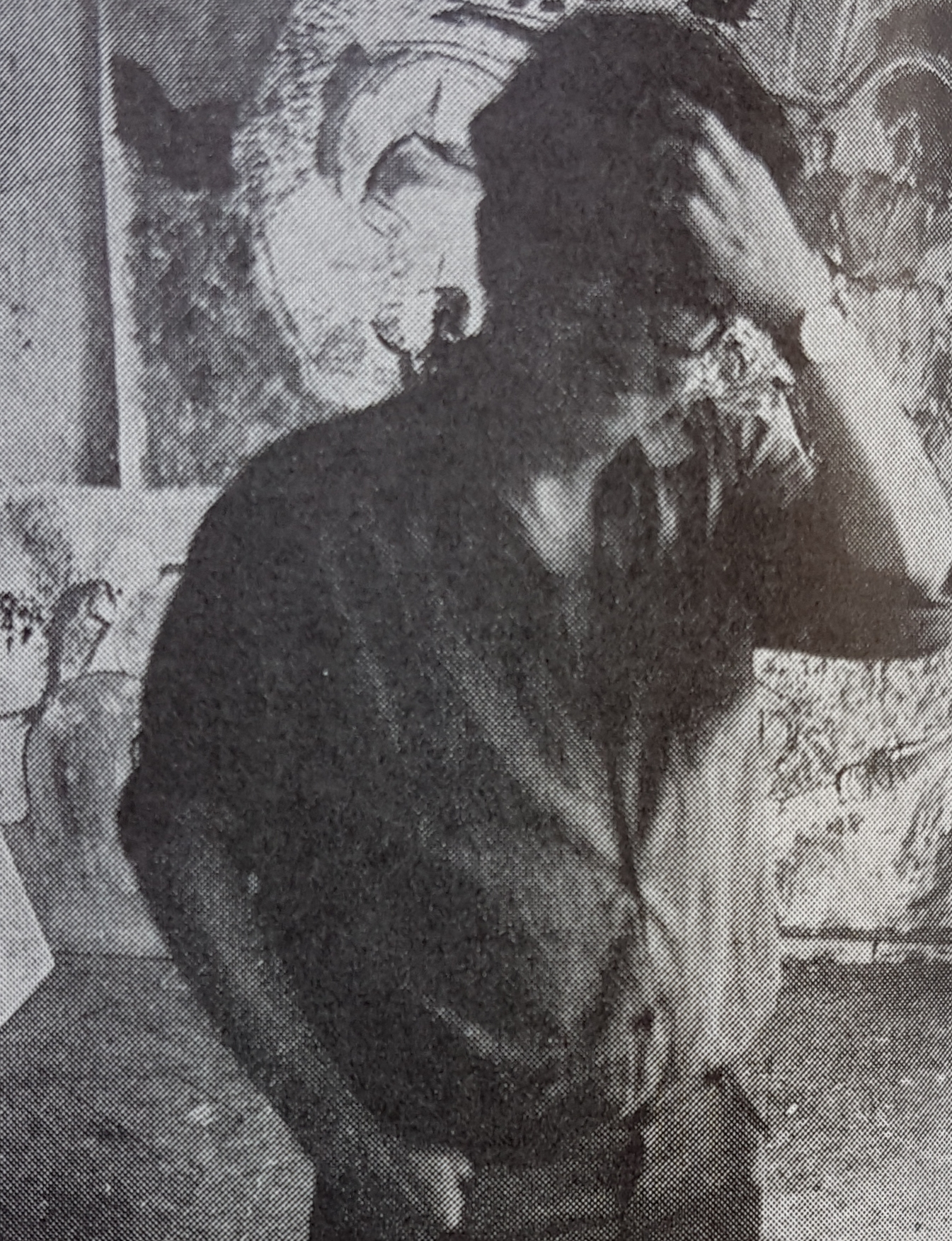
Ulf Trotzig i Svenskt konstnärslexikon.

Ulf Peter Gustav Trotzig, född 11 juni 1925 i Föllinge, Jämtland, död 19 oktober 2013 i Lund, var en svensk målare, tecknare och grafiker.
Efter studentexamen i Kristianstad 1945 studerade han konst för Nils Nilsson och Endre Nemes vid Valands konsthögskola 1946-1951. Sommaren 1951 reste han på en längre studieresa till Spanien och Frankrike för att studera romansk bildkonst och under vinterhalvåret vistades han i Paris där han studerade skulptur för Ossip Zadkine. Han återvände därefter till Göteborg och efter några års verksamhet där reste han till Paris 1954 för att studera grafik för Johnny Friedlaender. Han slog sig ner i San Gimignano Italien våren 1954 för att där studera italiensk freskokonst. Han bosatte sig tillsammans med sin fru i Villers-le-Bel på hösten 1955. 
Separat ställde han bland annat ut i Kristianstad 1953, Museo d´Arte Moderna i São Paulo 1957, SDS-hallen i Malmö, Gummesons konsthall, Galerie Gammel Strand i Köpenhamn, Malmö museum och Galerie Burén i Stockholm. Tillsammans med Barbro Bråne ställde han ut i Värnamo och tillsammans med Sérvulo Esmeraldo och Krasno på Galerie La Hune i Paris samt med Tage Törning på Göteborgs konsthall. Han medverkade i grafikbiennalen i Ljubljana, Decembristernes utställning i Köpenhamn, konstnärsgruppen Aktiv färgs utställningar på Galerie Blanche i Stockholm, Skånes konstförenings höstutställningar, Göteborgs konstförenings Decemberutställningar, Kristianstads konstförenings vårsalonger och från 1959 tillhörde han de fasta utställarna på grafikhuset La Hune i Paris. Han var representerad i en vandringsutställning med svensk grafik som visades i ett flertal amerikanska städer 1960, Nordiska grafikunionens utställning på Liljevalchs konsthall och Grafiska sällskapets utställning i Hamburg samt en vandringsutställning med fyra europeiska konstnärer som visades i Brasilien 1962. Han tilldelades bland annat Franska statens konstnärsstipendium 1954, Ellen Trotzigs stipendium 1956, Föreningen Graphicas pris 1959, Skånes konstförenings stipendium 1959 och tillsammans med sin fru tilldelades han Kristianstads läns landstings kulturstipendium 1965. Bland hans offentliga arbeten märks keramiska dekorationer för Kristianstads läroverk, utsmyckningar för HSB i Kristianstad och en nio meter lång utsmyckning vid Lunds centralstation. 
Trotzig var son till provinsialläkaren Ragnar Carl Emil Trotzig och sjukgymnasten Ragni Sophie Hauff samt bror till arkeologen Gustaf Trotzig och gift med författaren Birgitta Trotzig, född Kjellén, från 1949 till hennes död 2011. Författarna Elisabeth Rynell och Astrid Trotzig är hans syskonbarn. 
Trotzig finns representerad på Nationalmuseum, Moderna museet, Göteborgs konstmuseum, Malmö konstmuseum, Norrköpings konstmuseum, Länsmuseet Gävleborg, Kalmar konstmuseum, Regionmuseet Kristianstad, Östergötlands länsmuseum, Sundsvalls museum, Skövde museum, Hallands konstmuseum,
Helsingborgs museum, Ystads konstmuseum, Århus museum, Lunds universitets konstmuseum,   Museo de l´Università Cetreo i Brasilien,
och med böcker vid The Congress of Library, Bibliotheque Nationale, Indian Gallery, New Delhi, Indien, Museum of Modern Art, Kamakura and Hayama, Kamakura, Japan och Rasjösamlingen vid VIDA konstmuseum, Öland. 2005 invigdes Trotzighallen på VIDA konstmuseum, Öland.
Ulf Trotzig är begravd på Norra kyrkogården i Lund.

### Fotnoter
1. ↑  Nylund, Sarah (21 oktober 2013). ”Konstnären Ulf Trotzig död”. Sydsvenskan. http://www.sydsvenskan.se/familj/dodsfall/konstnaren-ulf-trotzig-dod/. Läst 21 oktober 2013.
2. ↑  Nationalmuseum
3. ↑  Moderna museet
4. ↑  Göteborgs konstmuseum
5. ↑  ”Ulf Trotzig - Galleri på Svenska konstnärer”. www.svenskakonstnarer.se. https://www.svenskakonstnarer.se/start/plus_artist.php?chr=20&aid=3533. Läst 25 januari 2018.
6. ↑  Holmer, Kerstin. (2000). Norrköpings Konstmuseum Katalog. Konstmuseum. ISBN 91-88244-22-9. OCLC 485653271. https://www.worldcat.org/oclc/485653271. Läst 3 september 2020
7. ↑  Länsmuseet Gävleborg
8. ↑  ”Kalmar konstmuseum”. Arkiverad från originalet den 10 december 2017. https://web.archive.org/web/20171210231904/http://konstdatabas.designarkivet.se/index.php/Detail/Object/Show/object_id/1029. Läst 10 december 2017.
9. ↑  Regionmuseet Kristianstad
10. ↑  Hallands konstmuseum
11. ↑  Helsingborgs museum
12. ↑  Library of congress
13. ↑  Bibliothèque nationale de France
14. ↑  Museum of Modern Art, Kamakura & Hayama
15. ↑  VIDA konstmuseum
16. ↑  SvenskaGravar